# Souhvězdí Havrana
Havran je malé souhvězdí na jižní obloze. Patří mezi původních 48 starořeckých souhvězdí sestavených astronomem Ptolemaiem a je možné jej spatřit večer na jaře.

## Původ jména
Podle řeckých mýtů je příběh Havrana spojen s jeho dvěma sousedními souhvězdími, Pohárem a Hydrou. Bůh Apollón poslal havrana pro pohár živé vody, která měla být určena na oběť bohu Diovi. Po cestě uviděl fíkovník a dostal chuť na jeho plody. Ty však nebyly dost zralé, a tak havran čekal, až fíky dozrají. Když se vrátil, řekl Apollónovi, že se opozdil kvůli Hydře, vodní nestvůře, která mu bránila nabrat do poháru vodu. Bůh však lež poznal a havrana potrestal věčnou žízní. Následně jej umístil na oblohu hned vedle Poháru. V uhašení žízně mu však brání Hydra, která se nachází hned vedle nich.

## Významné hvězdy
| Hvězda | Jméno   | Hvězdná velikost |
| ------ | ------- | ---------------- |
| γ Crv  | Gienah  | 2,58m            |
| β Crv  | Kraz    | 2,65m            |
| δ Crv  | Algorab | 2,94m            |
| α Crv  | Alchiba | 4,02m            |

Nejjasnější hvězdou tohoto souhvězdí je Gienah (γ Crv), která má hvězdnou velikost 2,58 a od Země ji dělí vzdálenost 165 světelných let.
Kraz (β Crv) je s hvězdnou velikostí 2,65 druhou nejjasnější hvězdou v Havranovi. Tento žlutý obr je od Země vzdálen 140 světelných let.
Algorab (δ Crv) má hvězdnou velikost 2,94 a vzdálenost této dvojhvězdy od Země je 90 světelných let. Slabší člen má hvězdnou velikost 9 a je viditelný i malým dalekohledem.
Alchiba (α Crv) je až pátou nejjasnější hvězdou v Havranovi a třetí nejslabší hvězdou oblohy mezi těmi hvězdami, které mají v Bayerově označení písmeno α.

## Objekty vzdáleného vesmíru

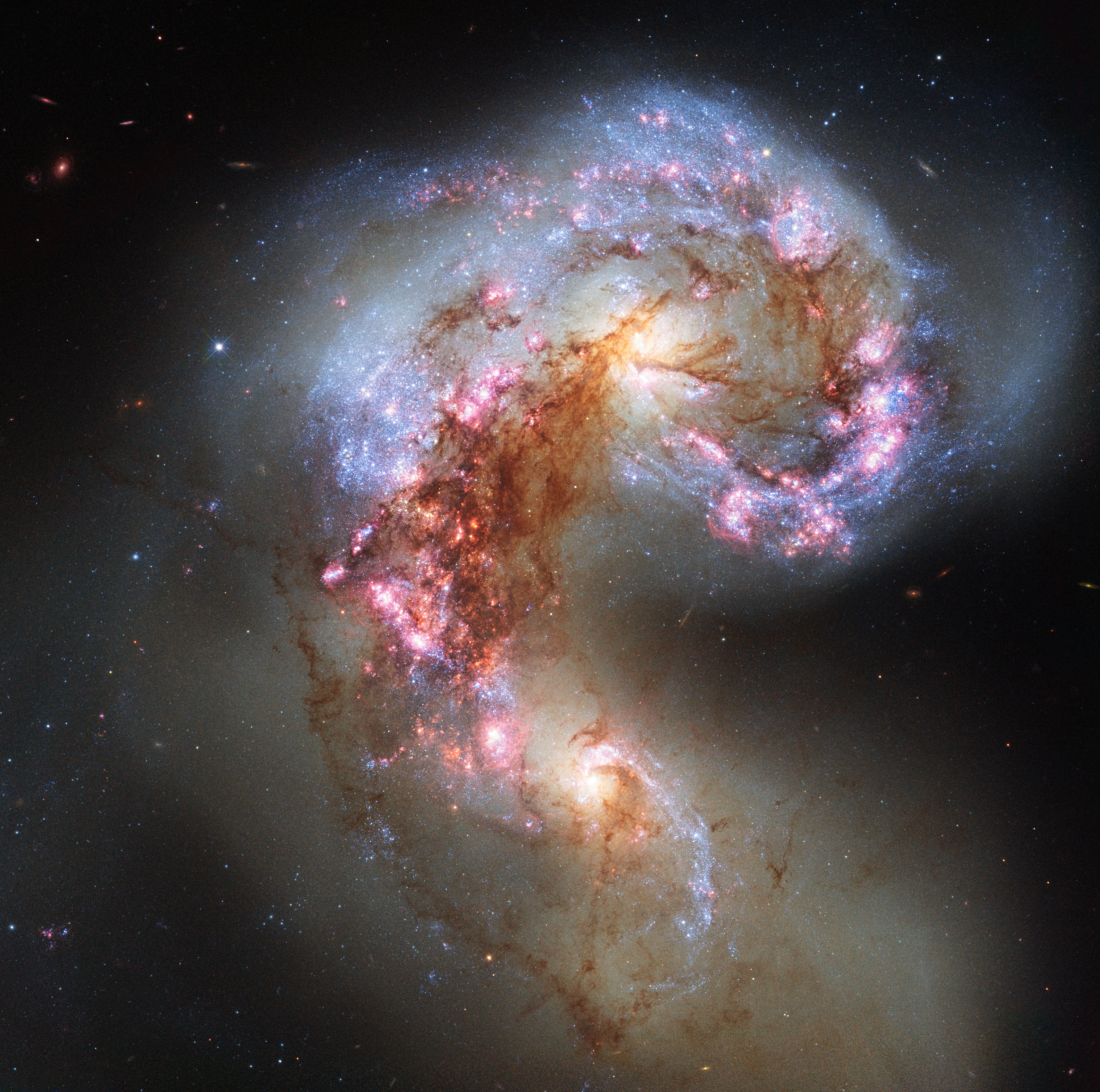
Tykadla na snímku HST

Ve středu souhvězdí Havrana se dá i menším dalekohledem pozorovat planetární mlhovina NGC 4361. Od Země je vzdálená 3 350 světelných let,
její hvězdná velikost je 10,9 a větším dalekohledem lze spatřit i její ústřední hvězdu, která má hvězdnou velikost 13,2.
Nejjasnějším objektem hlubokého vesmíru v tomto souhvězdí jsou dvě srážející se galaxie, které díky svým dlouhým slapovým ohonům dostaly název Tykadla. V katalogu NGC jsou vedeny jako samostatné galaxie pod označením NGC 4038 a NGC 4039, ale výsledkem této srážky bude jediná větší galaxie. Od Země jsou vzdálené zhruba 70 milionů světelných let a jsou hlavním členem skupiny galaxií LGG 263, do které patří i třetí nejjasnější objekt tohoto souhvězdí, spirální galaxie NGC 4027. Ta je od Země vzdálená asi 78 milionů světelných let a vyniká svým nesouměrným tvarem, který je pravděpodobně důsledkem gravitačního působení jiné blízké galaxie.